# Pedronet dels Caiguts
El Pedronet dels Caiguts és una escultura pública del municipi de Folgueroles (Osona) inclosa en l'Inventari del Patrimoni Arquitectònic de Catalunya. En el marc de la desfranquització i de la Llei de Memòria Històrica va ser retirat de la via pública a principi del segle xxi.

## Descripció
És un un monument commemoratiu de les tropes franquistes insurrectes que s'assenta sobre una base quadrada damunt la qual hi ha un prisma que, amb l'alçada s'estreny i és coronat per un cos quadrangular amb els angles arrodonits i una creu llatina de ferro. És de pedra, gres de Folgueroles.

## Història
La cara de ponent del pedronet duu la següent inscripció: "Record de la Santa Missió 1946 / Caidos por Dios y por España / José A. Primo de Rivera Rdo. Jose Serra Molist / Rdo. Jose Campdelacreu / Rd. Francisco Serrabou / Sr. Rosa Jutglar Gallach / Antonio Torrens Soler / Miguel Vaquer Paradell / Presentes!".